# Olympische Winterspiele 1968/Skilanglauf – 3 × 5 km (Frauen)
Die 3 × 5-km-Skilanglaufstaffel der Frauen bei den Olympischen Winterspielen 1968 fand am 16. Februar 1968 in Autrans statt. Olympiasieger wurde die norwegische Staffel mit Inger Aufles, Babben Enger-Damon und Berit Mørdre. Die Silbermedaille ging an die Staffel aus Schweden, Bronze an die Sowjetunion.

## Daten
- Datum: 16. Februar 1968, 08:45 Uhr
- Höhenunterschied: 139 m
- Maximalanstieg: 70 m
- Totalanstieg: 320 m
- 24 Teilnehmerinnen aus 8 Ländern, alle in der Wertung

## Ergebnisse
| Platz | # | Land / Sportlerinnen                                              | Zeit                                            |
| ----- | - | ----------------------------------------------------------------- | ----------------------------------------------- |
| 1     | 2 | Norwegen Inger Aufles Babben Enger-Damon Berit Mørdre             | 57:30,0 min 19:08,0 min 19:19,5 min 19:02,5 min |
| 2     | 3 | Schweden Britt Strandberg Toini Gustafsson Barbro Martinsson      | 57:51,0 min 19:46,7 min 18:56,7 min 19:07,6 min |
| 3     | 1 | Sowjetunion Alewtina Koltschina Rita Atschkina Galina Kulakowa    | 58:13,6 min 19:32,8 min 19:31,2 min 19:09,6 min |
| 4     | 5 | Finnland Senja Pusula Marjatta Olkkonen Marjatta Kajosmaa         | 58:45,1 min 19:32,4 min 19:51,6 min 19:21,1 min |
| 5     | 7 | Polen Weronika Budny Józefa Czerniawska-Pęksa Stefania Biegun     | 59:04,7 min 19:33,8 min 19:59,1 min 19:31,8 min |
| 6     | 4 | DDR Renate Köhler Gudrun Schmidt Christine Nestler                | 59:33,9 min 20:01,6 min 19:27,3 min 20:05,0 min |
| 7     | 8 | BR Deutschland Michaela Endler Barbara Barthel Monika Mrklas      | 61:49,3 min 20:11,4 min 21:14,2 min 20:23,7 min |
| 8     | 6 | Bulgarien Welitschka Pandewa Nadeschda Wassilewa Zwetana Sotirowa | 65:35,7 min 21:50,4 min 21:07,5 min 22:37,8 min |

Es nahmen acht Staffeln mit je drei Läuferinnen teil. Bei feucht-nebeligem Wetter auf einer kräftezehrenden Loipe war auf dem ersten Abschnitt die Norwegerin Inger Aufles die Schnellste und holte einen Vorsprung von fast 25 Sekunden auf die fast zeitgleichen Finninnen, Russinnen und Polinnen heraus, rund zehn Sekunden dahinter folgte auf dem fünften Platz Schweden. Mit der besten Einzelleistung aller Läuferinnen überholte Toini Gustafsson, die 40 Sekunden aufholen musste, drei der vor ihr liegenden Läuferinnen und kam an die führende Enger bis auf 16 Sekunden heran. Im zweiten Abschnitt lagen die Schwedinnen auf dem zweiten Platz, gefolgt von den Russinnen. Im letzten Abschnitt änderte sich nichts an den drei ersten Positionen, denn Martinsson war Mørdre nicht gewachsen und die Norwegerin konnte den Vorsprung sogar noch ausbauen. Im Gesamtfazit der Damenbewerbe war das enttäuschende Abschneiden der Sowjetläuferinnen augenscheinlich, die vor vier Jahren in Innsbruck kaum zu schlagen gewesen waren und sich hier mit einer Silber- und zwei Bronzemedaillen begnügen mussten.